# Eugène Brulé
Pour les articles homonymes, voir Brûlé.
Eugène Brulé est un journaliste français né le 2 septembre 1929 au Sel-de-Bretagne (Ille-et-Vilaine) et mort à Rennes le 12 août 1999. Il fait toute sa carrière au quotidien régional Ouest-France, qu'il achève comme rédacteur en chef.

## Carrière
Eugène Brûlé entre à Ouest-France à 21 ans en 1950 comme localier à Rennes puis au Mans. Il devient ensuite chef de rédaction à Nantes (1959), avant de rejoindre le  siège du quotidien à Rennes, d'abord comme directeur des informations régionales en 1963, puis comme rédacteur en chef adjoint en avril 1967 et enfin comme rédacteur en chef le 1er octobre 1968, jusqu'en 1986.